# Confluence
Confluence — корпоративна вебвікі, розроблена австралійською програмною компанією Atlassian. Atlassian написав Confluence мовою програмування Java і вперше опублікував його в 2004 році. Confluence Standalone постачається зі вбудованим вебсервером Tomcat і базою даних HSQLDB, а також підтримує інші бази даних.
Компанія продає Confluence як корпоративне програмне забезпечення, ліцензоване як локальне програмне забезпечення або програмне забезпечення як сервіс, що працює на Amazon Web Services. Користування є безплатним для некомерційних організацій та відкритих проєктів.

## Історія
Atlassian випустив Confluence 1.0 25 березня 2004 року, заявивши, що його мета полягала в створенні «програми, створеної відповідно до вимог корпоративної системи управління знаннями, без втрати основної, потужної простоти вікі».
В останніх версіях Confluence перетворилася на частину інтегрованої платформи для співпраці й адаптована для роботи разом із Jira та іншими програмними продуктами Atlassian, включно з Bamboo, Clover, Crowd, Crucible та Fisheye.
У 2014 році Atlassian випустив Confluence Data Center, щоб додати високу доступність із балансуванням навантаження між вузлами в кластерній установці.

## Особливості
У книзі «Маркетинг соціальних медіа для чайників» у 2007 році Confluence названо «новим корпоративним соціальним програмним забезпеченням», яке «стало визнаним гравцем». Wiki for Dummies описали його як «один з найпопулярніших вікіпроєктів у корпоративному середовищі», «простий в налаштуванні та використанні» та «виняток із правил» того, що можливості пошуку програмного забезпечення вікі не працюють належним чином.
eWeek згадав у 2011 році такі нові функції у версії 4, як автоформатування та автозаповнення, уніфікована вікі та WYSIWYG, сповіщення соціальних мереж та інтеграція перетягування мультимедійних файлів. Варіанти використання включають базове корпоративне спілкування, робочі простори для спільної роботи для обміну знаннями, соціальні мережі, управління особистою інформацією та управління проєктами. Німецька газета Computerwoche від IDG Business Media порівнює його з Microsoft SharePoint і вважає його «хорошою відправною точкою» як платформу для співпраці в соціальному бізнесі, тоді як SharePoint краще підходить для компаній з більш структурованими процесами.
Confluence охоплює налаштування шаблонів CSS для стилів і форматування для всіх сторінок, включно з тими, що імпортовані з документів Word. Вбудований пошук дозволяє здійснювати запити за датою, автором сторінки та типом вмісту, наприклад графіки.
Інструмент має надбудови для інтеграції зі стандартними форматами з гнучким програмованим API, що дозволяє розширення. Програмне забезпечення є релевантним як набір інструментів для вимог, які можна пов’язати із завданнями в системі відстеження проблем Jira тієї ж компанії.

## Припинення використання вікі-розмітки
Починаючи з версії 4.0, у 2011 році Confluence припинив підтримку мови вікі-розмітки.. Це призвело до відмови з боку деяких користувачів попередніх версій, які заперечували проти змін. У відповідь Atlassian надав редактор коду як плагін, який дозволяє досвідченим користувачам редагувати джерело документа на основі XHTML. Нова розмітка коду заснована на XHTML, але не сумісна з XHTML.
Крім того, вікі-розмітку можна вводити в редакторі, а функція автозаповнення та автоматичного форматування Confluence перетворює вікі-розмітку в новий формат. Після перетворення в реальному часі вміст не можна знову редагувати як вікі-розмітку.

## Безпека
Хмарні дані Confluence шифруються під час передавання та зберігання.
У червні 2022 року Atlassian оприлюднив уразливість нульового дня в Confluence Server, що дозволяє віддалене виконання коду, яка існувала більше десяти років.
У жовтні 2023 року Atlassian оприлюднив критично порушену вразливість контролю доступу, що дозволяє віддалену експлуатацію.

## Виноски
1. ↑  Supported Platforms. Confluence Support. Atlassian. Процитовано 11 червня 2018.
2. ↑  Language Pack Translations. Atlassian Documentation. Confluence User Community. Процитовано 19 вересня 2011.
3. ↑  Krishna Sankar; Susan A. Bouchard (24 квітня 2009). Enterprise Web 2.0 Fundamentals. Cisco Press. с. 47. ISBN 978-1-58705-763-2.
4. ↑  Configuring a datasource connection | Confluence Data Center and Server 7.10 | Atlassian Documentation. confluence.atlassian.com.
5. ↑  Atlassian Standard Infrastructure on AWS. Amazon Web Services, Inc.
6. ↑  Anja Ebersbach; Markus Glaser; Richard Heigl; Alexander Warta (2008). Wiki: Web Collaboration. Springer. с. 337—349. ISBN 978-3-540-35150-4.
7. ↑  Atlassian releases new wiki: Confluence 1.0. Theserverside.com. Процитовано 19 вересня 2011.
8. ↑  Wiki tools are not all the same. KMWorld.com. 28 жовтня 2009. Архів оригіналу за 7 вересня 2012. Процитовано 19 вересня 2011.
9. ↑  Integrate Jira and Confluence Wiki. Atlassian.com. Архів оригіналу за 13 травня 2012.
10. ↑  Singh, Shiv; Becker, Michael; Williams, Ryan (26 вересня 2009). Social Media Marketing For Dummies. John Wiley & Sons. с. 214. ISBN 978-0-470-28934-1.
11. ↑  Woods, Dan; Thoeny, Peter (23 липня 2007). Wikis for dummies. John Wiley & Sons. с. 193. ISBN 978-0-470-04399-8.
12. ↑  Taft, Darryl K. (19 вересня 2011). Atlassian Delivers Confluence 4. eWeek. Архів оригіналу за 22 січня 2013. Процитовано 24 березня 2012.
13. ↑  Schmidl, Jörg; Reebs, Johannes & Wucher, Oliver (16 березня 2012). Sharepoint versus Confluence und Jive. Computerwoche (нім.). Архів оригіналу за 1 грудня 2012. Процитовано 24 березня 2012.
14. ↑  Confluence 5.4: Integrated with Jira like never before. Work Life by Atlassian. 3 грудня 2013.
15. ↑  Confluence 4.0 Release Notes. Atlassian.com.
16. ↑  Atlassian. Confluence 4.0 Editor - What's Changed for Users of the Old Rich Text Editor. Atlassian.com. Процитовано 28 березня 2018.
17. ↑  Atlassian. Confluence 4 Editor - Customer Feedback. Atlassian.com. Процитовано 16 квітня 2013.
18. ↑  Atlassian. Specification - Confluence Advanced Editor. Atlassian.com. Архів оригіналу за 12 квітня 2012. Процитовано 23 квітня 2012.
19. ↑  Atlassian. Confluence Storage Format. Atlassian.com. Процитовано 21 березня 2014. We refer to the Confluence storage format as 'XHTML-based'. To be correct, we should call it XML, because the Confluence storage format does not comply with the XHTML definition.
20. ↑  Atlassian. Confluence 4.0 Editor - What's Changed for Wiki Markup Users. Процитовано 28 березня 2018.
21. ↑  Security Practices. Atlassian.
22. ↑  Atlassian: Unpatched critical Confluence flaw under attack. www.theregister.com (англ.). Процитовано 24 листопада 2022.
23. ↑  Atlassian warns users: patch critical Confluence flaw. www.theregister.com (англ.). Процитовано 8 листопада 2023.